# Palinspel
Palinspel  är ett patenterat pedagogiskt läggspel, framför allt inom matematik och svenska, som använts i svenska skolor sedan femtiotalet. Spelet används för att lära ut specifika saker som t.ex. hur sje-ljuden stavas i svenska språket. Mannen bakom spelet hette Hemming Palin (1905–1979).